# متنزه وايلدوود الحكومي
متنزه وايلدوود الحكومي، هو متنزه حكومي يبلغ مساحته 767 فدانا (03.10 كم2) يقع في مقاطعة سوفولك، نيويورك الحديقة في بلدة ريفيهيد على الشاطئ الشمالي من لونغ آيلند.
تضم المتنزه شاطئا في لونغ آيلاند ساوند، وتوفر الحديقة شاطئ، ملعب، طاولات نزهة، التنزه وركوب الدراجات، صيد السمك، مجمع مع مواقع الخيام والمقطورات، برامج الترفيه وطعام مجاني.